# El Saladito (Cali)
El Saladito es un corregimiento de Santiago de Cali. Limita al norte con el corregimiento de La Elvira, al occidente con el municipio de Dagua y el corregimiento de Felidia, al sur con los corregimientos de La Leonera y Los Andes, y al oriente con el corregimiento de La Castilla.

## División territorial
El corregimiento de El Saladito está compuesto por su centro poblado cabecera (la cual le da el nombre al corregimiento) y 5 veredas:
- El Saladito
- San Antonio
- San Pablo
- San Miguel
- Montañuelas.